# استان سورات تانی

نقشهٔ تایلند و جایگاه استان سورات تانی.

استان سورات تانی یکی از استان‌های کشور تایلند است. مساحت آن ۱۲۸۹۱ کیلومترمربع می‌باشد. جمعیت این استان در سال ۲۰۰۹ بالغ بر ۹۹۰۰۰۰ نفر برآورد شده‌است.
استان سورات تانی از نظر تقسیمات کشوری بخشی از ناحیه جنوب تایلند به حساب می‌آید. مرکز این استان شهر سورات تانی است.